# Bob Woollard
Robert George Woollard, detto Bob (27 luglio 1940), è un ex cestista statunitense, professionista nella ABA.

## Carriera
Venne selezionato dai New York Knicks al settimo giro del Draft NBA 1963 (54ª scelta assoluta), ma non giocò mai nella NBA.